# Andrzej Synowiec
Andrzej Synowiec – polski historyk, doktor habilitowany nauk humanistycznych, wykładowca Uniwersytetu Jagiellońskiego.

## Życiorys
Jest magistrem teologii na Papieskiej Akademii Teologicznej w Krakowie (dyplom uzyskany w 1997 r.) oraz historii na Uniwersytecie Jagiellońskim (2000 r.). W 2005 r. uzyskał doktorat w zakresie historii na podstawie rozprawy Społeczno-polityczne problemy II Rzeczypospolitej w twórczości publicystycznej i naukowej Jana Piwowarczyka. Jego promotorem był Piotr Franaszek, a recenzentami pracy Tomasz Gąsowski i Ryszard Terlecki. W latach 2005–2008 pracował na stanowisku asystenta w Zakładzie Historii Gospodarczej i Społecznej Instytutu Historii Uniwersytetu Jagiellońskiego. W 2008 r. otrzymał stanowisko adiunkta. W latach 2008–2012 wykładał również na krakowskiej Akademii Ignatianum. W roku 2017 uzyskał stopień doktora habilitowanego na podstawie pracy Zakład Uprawy Tytoniu Polskiego Monopolu Tytoniowego w Krakowie Czyżynach (Krakowska Wytwórnia Tytoniu Przemysłowego).

## Publikacje
- Historia. Ćwiczenia dla klasy I gimnazjum, Kraków 2004.
- Społeczno-polityczne problemy II Rzeczypospolitej w twórczości publicystycznej i naukowej Jana Piwowarczyka, Kraków 2005.
- II Rzeczpospolita w twórczości ks. Jana Piwowarczyka : wybrane zagadnienia społeczne i polityczne, Kraków 2006.
- Przemysł tytoniowy w Polsce w okresie pierwszego planu pięcioletniego (1956–1960), Kraków 2014.
- Wytwórnia Papierosów „Czyżyny” w Krakowie-Czyżynach, Kraków 2015.